# Ирландская литература
Ирландская литература, одна из древнейших в Европе, относится к группе кельтских литератур.

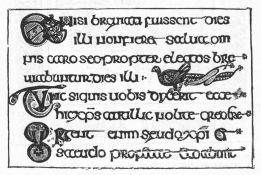
Фрагмент Келлской книги. VIII в.

## ДревняяИрландия(до XII века)
До появления письменности по стране ходили устные сказания, переносимые от одного населённого пункта к другому бардами и друидами. В V веке в Ирландии возникает письменность — это связано с постепенной христианизацией страны. В VI веке появляются первые памятники литературы на латинском языке; с начала VII века возникает литература на древнеирландском языке.
Набеги норвежских и шведских викингов, жестоко разорявших страну в IX—X вв., нанесли значительный ущерб ирландской культуре. Викинги грабили монастыри, где накапливалось богатство, убивали аббатов и учёных. Монахи строили так называемые круглые башни, чтобы в случае набега отсидеться в них. В эти башни зачастую переносили рукописи. Многие из рукописных саг были в эти времена переработаны и приняли ту форму, в которой нам известны сейчас.

### Религиозная литература
В монастырях создавалась в основном литература религиозная — гимны и жития святых. Первые ирландские тексты на латинском языке восходят к VI в. Возможно, ещё к V в. относятся некоторые латинские гимны — гимн святого Камелака и гимн святого Секундина в честь Святого Патрика; в VI в. создан гимн Колума Килле (Колумбы) «Вышний сеятель» (Altus Prosator). Возможно, именно Ирландия является родиной такого своеобразного памятника, как Гесперийские речения.
В VII в. в Ирландии возникает житийная литература. Первыми памятниками такого рода стали не дошедшие до нас жития святой Бригиты и святого Патрика, написанные Ултаном из Ардбраккана. Древнейшие сохранившиеся латинские жития — это жития Патрика, созданные Мурьху мокку Махтени и Тиреханом и житие святой Бригиты Когитоза. На рубеже VII—VIII вв. Адомнан создаёт одно из наиболее выдающихся произведений средневековой ирландской литературы — «Житие святого Колумбы» (Колума Килле). Монастырь Колумбы на шотландском острове Айона становится крупным культурным центром. В VIII веке создаются и жития других святых, в частности, ряд житий, дошедших до нас в составе, так называемой, «Саламанкской рукописи».
Написанная в IX веке поэма «Видение Адамнана» предвосхитила «Божественную комедию» Данте. Постепенно формировалась и литература научная: исторические хроники, трактаты по медицине, карты Ирландии, обычно плохо отражавшие реальную топографию местности.

### Светская литература
Возникновение первых текстов на древнеирландском языке относится к VII в., но рукописи этого времени не сохранились; древнейшие дошедшие до нас манускрипты датируются XI—XII вв. Это Lebor na hUidre («Книга Бурой Коровы», ок. 1100 года) и Lebor Laigen («Лейнстерская книга», ок. 1160 года).
В ирландском эпосе различают четыре основных цикла:
1. мифологический, древнейший цикл, повествующий о заселении Ирландии и о богах, которые здесь часто предстают в образе людей;
2. уладский (ольстерский) цикл, включающий более ста саг, рассказывает о короле Конхобаре и его племяннике, герое Кухулине; в этот цикл входит одна из крупнейших ирландских саг — «Похищение быка из Куальнге»;
3. цикл Финна, история героя Финна Маккула и его сына по имени Оссиан (Oisín; также произносится Ойсин и Ошин);
4. королевский цикл, в который входят сказания о легендарных правителях Ирландии.

### Поэзия на ирландском языке
Барды, кормившиеся при дворах феодалов, развлекали их эпическими сказаниями, иногда перемежая текст последних стихами. Барды воспевали воинскую героику, путешествия, а порою и романтическую любовь, и даже красоты местности, обычно в сверхизящном, выспренном стиле.

### Переводы
Среди первых переводов с латинского на древне- и среднеирландский языки можно отметить перевод Ненния («Бриттская книга» — Lebor Breatnach), в который ирландские авторы внесли интересные дополнения. Монастырские писатели переводили античные сказания и мифы, например, известную по гомеровской «Одиссее» эпопею о троянской войне, включая миф о странствиях Улисса, историю Энея — по «Энеиде» Вергилия и эпопею Лукана «Фарсалия».

## Период владычества норманнов (с XII по XVI век)
Норманнские завоеватели совершенно не интересовались культурой кельтов и смешавшихся с ними потомков викингов. Они строили каменные замки, которые отгораживали их от коренных обитателей страны. Старые саги сохранились среди крестьянского населения. Барды ютились в замках уцелевших ирландских феодалов. Норманнскую знать развлекали заезжие барды-французы, певшие обыкновенно о подвигах Карла Великого или о святом Граале.

## Период господства англичан (с XVI по XVIII век)
Ирландия в этот период находится частично под властью британской монархии. К концу XVII века эта власть законодательно закрепляется, и Ирландия полностью теряет свою независимость.
Однако уже в XVI веке начинает развиваться литература преимущественно ирландская, можно даже сказать, националистическая. В этот период, особенно в XVII веке, деятельно работают собиратели старых саг, преданий и летописей, они комплектуют новые сборники старых текстов, зачастую переписывая их на более современный лад. Саги иногда принимают форму народных баллад или даже сказок.
Барды по-прежнему верны идеалам «старой доброй Ирландии» и воспевают предков современных им ирландских феодалов за их героические деяния. Их тексты становятся более простыми — из нескольких сотен старых стихотворных размеров они теперь пользуются только примерно 24. Меняется и вся система поэзии — от силлабической она переходит к тонической, наподобие занесенных из Англии и Франции стихотворных текстов. Среди текстов XVII века выделяется сборник «Распря поэтов» (ирл. Iomarbháigh na bhfileadh) — своеобразный поэтический турнир, где поэты, показывая свою эрудицию и знание истории, восхваляют достоинства Севера и Юга Ирландии. «История» Джеффри Китинга является образцом прозаического произведения того времени.

## Долгий путь к независимости (с XVIII века по начало XX века)